# Franckeus platnicki
Espèce
Synonymes
- Vaejovis platnicki Sissom, 1991

Franckeus platnicki est une espèce de scorpions de la famille des Vaejovidae.

## Distribution
Cette espèce est endémique du Mexique. Elle se rencontre au Tamaulipas et au San Luis Potosí.

## Description
La femelle holotype mesure 25,4 mm.

## Systématique et taxinomie
Cette espèce a été décrite sous le protonyme Vaejovis platnicki par Sissom en 1991. Elle est placée dans le genre Franckeus par Soleglad et Fet en 2005.

## Étymologie
Cette espèce est nommée en l'honneur de Norman I. Platnick.

## Publication originale
- Sissom, 1991 : « Systematic studies on the nitidulus group of the genus Vaejovis, with descriptions of seven new species (Scorpiones, Vaejovidae). » Journal of Arachnology, vol. 19, no 1, p. 4-28 (texte intégral).